# Lala Bohang
Lala Bohang (Makassar, 9 maart 1985) is een Indonesisch beeldend kunstenaar, illustrator en schrijver.

## Leven en werk
Lala Bohang is geboren in 1985 in Makassar. Ze is een kleinkind van een christelijke oma en een islamitische opa, bij wie ze een deel van haar jeugd doorbracht. Ze studeerde architectuur aan de Parahyangan University in Bandung en woont in Jakarta en Makassar. Ze is bekend vanwege haar sprookjesachtige, speelse illustraties. Ze had onder meer solo-tentoonstellingen in Jakarta en was onderdeel van gezamenlijke projecten van Indonesische kunstenaars in Sydney, New York en Darmstadt. Voor het uitwisselingsproject My Story, Shared History schreef ze met Lara Nuberg in 2020 het boek The journey of belonging - A herstory between time and space (ISBN 9789090327488), waarin zij als Indisch-Nederlandse en Indonesische vrouwen hun gezamenlijke geschiedenis onderzoeken en de verschillende perspectieven binnen Nederland en Indonesië. Een Nederlandse vertaling van The journey of belonging door Monique Ter Berg, In haar voetsporen - Een reis langs de erfenis van Nederlands-Indië, kwam uit in 2021 (ISBN 9789083063690).